# ان‌جی‌سی ۲۷۸۲
ان‌جی‌سی ۲۷۸۲ (انگلیسی: NGC 2782) نام یک کهکشان در صورت فلکی سیاه‌گوش است.